# Высшая лига (Украина)
Украинская высшая лига — украинские национальные соревнования команд среди мужских и женских мастеров наивысшего уровня в различных видах спорта, ежегодно организуемые соответствующими спортивными федерациями. С переходом на профессиональный уровень отдельных видов спорта (футбол, хоккей, баскетбол и т. д.) высшие лиги были реорганизованы и переименованы.

## Мужчины

### Чемпионат Украины по футболу
- Высшая лига Украины по футболу — национальное соревнование команд наивысшего уровня мастерства (чемпионат) по футболу в 1992—1996 годах, которое ежегодно организовывала Федерация футбола Украины
- Профессиональная футбольная лига Украины — национальное соревнование команд наивысшего уровня мастерства (чемпионат) по футболу в 1996—2008 годах, которое ежегодно организовывалось одноименной организацией, получившей на это право от ФФУ
- Украинская футбольная Премьер-лига — национальное соревнование команд наивысшего уровня мастерства (чемпионат) по футболу с 2008 года, которое ежегодно организовывается одноименной организацией, получившей на это право от ФФУ, а в 2019 года — от Украинской ассоциации футбола

### Чемпионат Украины по хоккею с шайбой
- Высшая лига Украины по хоккею с шайбой — национальное соревнование команд наивысшего уровня мастерства (чемпионат) по хоккею с шайбой в 1995—2011 и в 2013—2015 годах, которое ежегодно организовывала Федерация хоккея Украины
- Профессиональная хоккейная лига Украины — национальное соревнование команд наивысшего уровня мастерства (чемпионат) по хоккею с шайбой в 2011—2013 годах, которое ежегодно организовывалось одноименной организацией, получившей на это право от ФХУ
- Хоккейная Экстра лига Украины — национальное соревнование команд наивысшего уровня мастерства (чемпионат) по хоккею с шайбой в сезоне 2015/2016, которое было организовано одноименной организацией, получившей на это право от ФХУ
- Украинская хоккейная лига — национальное соревнование команд наивысшего уровня мастерства (чемпионат) по хоккею с шайбой с 2016 года, которое ежегодно организовывается одноименной организацией, получившей на это право от ФХУ

### Чемпионат Украины по баскетболу
- Высшая лига Украины по баскетболу — национальное соревнование команд наивысшего уровня мастерства (чемпионат) по баскетболу в 1992—1996 годах, которое ежегодно организовывала Федерация баскетбола Украины. С 1996 года — национальное соревнование команд по баскетболу второго уровня
- Украинская баскетбольная Суперлига — национальное соревнование команд наивысшего уровня мастерства (чемпионат) по баскетболу с 1996 года, которое ежегодно организовывается одноименной организацией, получившей на это право от ФБУ
- Украинская баскетбольная лига — национальное соревнование команд наивысшего уровня мастерства (чемпионат) по баскетболу в сезоне 2008/2009, которое было организовано одноименной организацией, как альтернатива Федерации баскетбола Украины. Соревнование проводилось параллельно с турниром Суперлиги

### Чемпионат Украины по волейболу
- Высшая лига Украины по волейболу — национальное соревнование команд наивысшего уровня мастерства (чемпионат) по волейболу в 1992—1999 годах, которое ежегодно организовывала Федерация волейбола Украины. С 1999 года — национальное соревнование команд по волейболу второго уровня
- Украинская волейбольная Суперлига — национальное соревнование команд наивысшего уровня мастерства (чемпионат) по волейболу с 1999 года, которое ежегодно организовывается одноименной организацией, получившей на это право от ФВУ

### Чемпионат Украины по гандболу
- Высшая лига Украины по гандболу — национальное соревнование команд наивысшего уровня мастерства (чемпионат) по гандболу в 1992—2004 годах, которое ежегодно организовывала Федерация гандбола Украины. С 2004 года — национальное соревнование команд по гандболу второго уровня
- Украинская гандбольная Суперлига — национальное соревнование команд наивысшего уровня мастерства (чемпионат) по гандболу в 2004—2009 годах, которое ежегодно организовывалось одноименной организацией, получившей на это право от ФГУ
- Украинская гандбольная лига — национальное соревнование команд наивысшего уровня мастерства (чемпионат) по гандболу с 2009 года, которое ежегодно организовывается одноименной организацией, получившей на это право от ФГУ

### Чемпионат Украины по регби
- Высшая лига Украины по регби — национальное соревнование команд наивысшего уровня мастерства (чемпионат) по регби в 1992—2005 годах, которое ежегодно организовывала Федерация регби Украины
- Украинская Суперлига регби — национальное соревнование команд наивысшего уровня мастерства (чемпионат) по регби в 2005—2009 годах, которое ежегодно организовывалось одноименной организацией, получившей на это право от ФРУ

Профессиональная регбийная лига Украины — национальное соревнование команд наивысшего уровня мастерства (чемпионат) по регби с 2009 года, которое ежегодно организовывается одноименной организацией, получившей на это право от ФРУ